# Historischer Krug

Haupteingang vom Hotel „Historischer Krug“ in Oeversee

Der 1519 erstmals erwähnte Historische Krug (dänisch Den historiske Kro) ist ein Hotel und eine Gaststätte in der Gemeinde Oeversee im Kreis Schleswig-Flensburg. Der ehemalige, ab 1624 königlich dänisch privilegierte Krug (dänisch kongelig privilegeret kro) – das allgemeine Krugrecht in Dänemark untersagt seit 1912 eigentlich die Verwendung der Krone – ist der einzige unter den 113 dänischen Krügen, der heute in Deutschland liegt, und der älteste Krug in Schleswig-Holstein. Der Gasthof ging 1864 in die Geschichte des Roten Kreuzes als dessen erstes Feldlazarett ein.

## Geschichte

### Anfänge
Die erste urkundliche Erwähnung des Kruges am alten Ochsenweg im Jahr 1519 fällt in die Regentschaftszeit des Königs Christian II., in der die Kröger etwa verpflichtet waren, zu jeder Mahlzeit drei Gerichte und umsonst Bier zu servieren. Ab 1624 diente der Kirchspielkrug, wie er sich damals nannte, ebenso als Posthalterei und erhielt erstmals das königliche Privileg. Christian V. ordnete 1670 an, dass jeder Gasthof neben mindestens vier Zimmern und Platz für drei Pferdewagen über eine Ein- und Ausfahrt verfügen musste, was an der heute noch erhaltenen Durchfahrt zu erkennen ist. Der als erste nachgewiesene Eigentümer, Jürgen Buntzen, übergab 1733 das Gut an Peter Johannsen († 1751). Von 1752 bis 1760 pachtete Jens Petersen den Hof, dessen Tochter verkaufte den Krug 1765 an Friedrich Holm. Nach mehreren Eigentümerwechseln und einem Umbau im Jahr 1811 übernahm 1815 der Jarplunder Claus Clausen (1781–1842), ein Vorfahre der heutigen Eigentümerfamilie Hansen-Mörck, den Krug. Dessen Witwe Margarete († 1861) und Sohn Hans Peter erteilten 1847 den Auftrag zu einem Neubau, der bis zum Brand 1980 hielt. Am 30. Juli 2018 brannte der Krug erneut völlig ab.

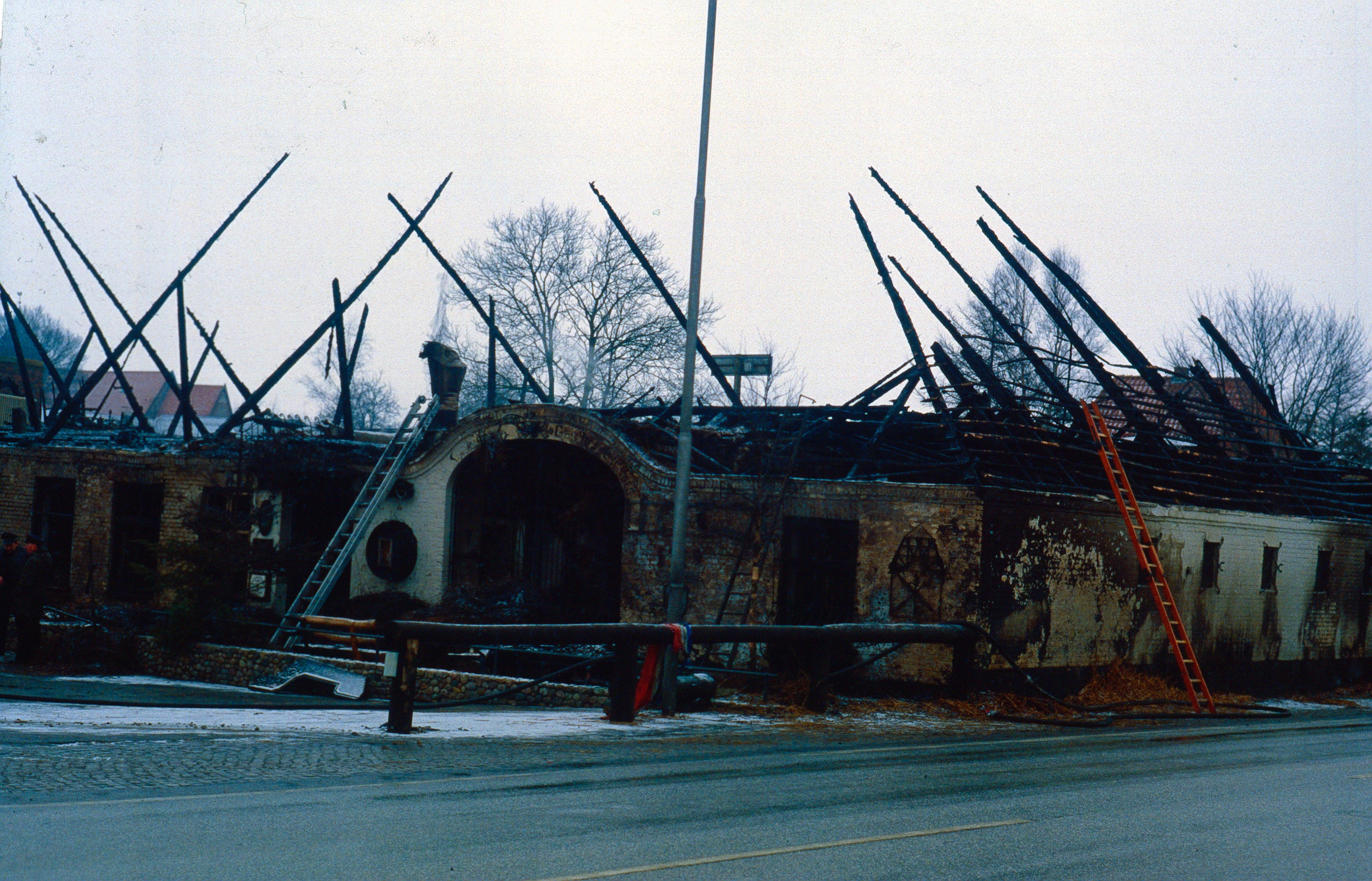
Der Historische Krug nach dem Großbrand (Januar 1980).

### Schleswig-Holsteinische Kriege

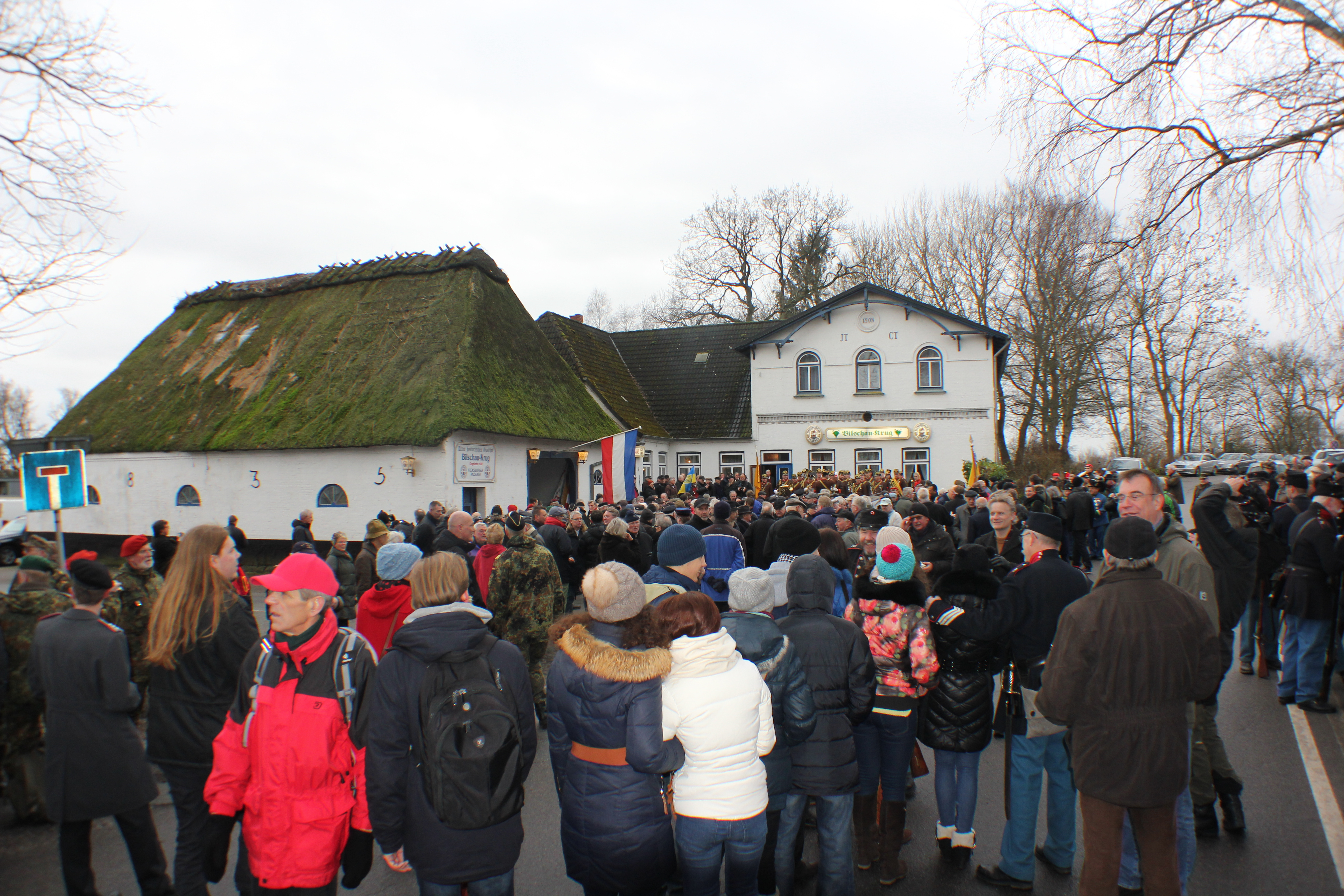
150. Oeversee-Marsch 2014: Rast beim Bilschau-Krug in Bilschau zum Gedenken an die Schlacht von Oeversee am 6. Februar 1864

Im Zuge der Schleswig-Holsteinischen Erhebung wurden bei der Schlacht bei Bilschau und Oeversee am 24. April 1848 erstmals Verwundete im Krug versorgt. Als der historische Tag des Dorfes und des Kruges, aus dessen Ereignis sich die Bezeichnung Historischer Krug ableitet, gilt aber der Tag der Schlacht von Oeversee im Deutsch-Dänischen Krieg am 6. Februar 1864, an dem der Krug als Stabsquartier der Österreicher und erstes Feldlazarett unter der Flagge des drei Jahre zuvor gegründeten Roten Kreuzes diente und dabei rund 80 gefallene Soldaten auf dem Hofplatz ihre letzte Ruhestätte fanden. Als Dank für seine humanitären Taten verlieh der österreichische Kaiser Franz Joseph I. dem Gastwirt Hans Peter Clausen ein Jahr später das goldene Verdienstkreuz.
Der vom Stammkomitee von 1864 e.V. durchgeführte Oeversee-Marsch (dänisch Oversø march oder Sankelmark-march), ein rund zehn Kilometer langer Fußmarsch, der von Flensburg-Martinsberg bis zum Preußen-, Dänen- und Österreicher Denkmal in Oeversee führt und an dem mehrere Hundert Personen teilnehmen, erinnert seither an das Gefecht und gedenkt den Flensburgern, die sich damals zum Lazarett aufmachten, um den Verwundeten und Gefangenen zu helfen. In Gedenken an das Kriegsgeschehen legte der Zug bis zum Brand 1980 dabei eine Rast im Historischen Krug ein. Nach dem Wiederaufbau erwies sich der Saal als zu klein, aber bis heute findet dort traditionell am 6. Februar das „Frische Suppe Essen“ statt. Die Suppe wird nach dem Originalrezept von Hans Peters Frau Anna Margaretha Clausen zubereitet, mit der sie einst die Verwundeten versorgte.

### Generationenwechsel
Hans Peter Clausen verstarb 1889, seine Witwe Anna Margaretha 1904. Deren Tochter, die als „Tante Inge“ über die Grenzen Oeversees bekannte Ingeburg (1866–1959), übernahm den Betrieb zusammen mit ihrem Mann Hans Heinrich Hansen († 1915) und baute den Saal mit Erinnerungsstücken zum Museum aus. Die aus der Ehe hervorgegangene Tochter Ingeburg Margarethe C. Hansen (1897–1951) heiratete 1924 Jakob Nissen-Mörck († 1977), der nach ihrem Tod zusammen mit „Tante Inge“ den Krug bis 1959 weiterführte. Die Posthalterei wurde zwischenzeitlich nach 325 Jahren 1949 aufgegeben.
Sein Sohn und ihr Enkel Hans Hansen-Mörck (1933–1994) ließ das Haus im Herbst 1959 grundlegend renovieren, bei der unter Beibehaltung des alten Stils ein neues Reetdach gedeckt wurde.
Am 7. Januar 1980 vernichtete ein Großbrand den größten Teil einer historischen Sammlung zur Krug- und Dorfgeschichte, die von „Tante Inge“ zusammengetragene Stücke enthielt.
Hans Hansen Mörck heiratete 1982 die heutige Eigentümerin Lenka, geb. Ladkova, verwirklichte Anfang der 1980er Jahre die Pläne seiner Frau, einer ausgebildeten medizinischen Kosmetikerin, eine Schönheitsfarm (Beauty Spa) zu errichten und verhalf dem Historischen Krug durch steten Ausbau zu größerem Bekanntheitsgrad.

### Schleswig-Holstein Gourmet Festival
1986 initiierte Hans Hansen-Mörck am Historischen Krug die Veranstaltung Nordische Tafelfreuden, das ein Jahr später mit dem 1. Schleswig-Holstein Gourmet Festival fortgesetzt wurde. Der Gastronom gab dazu eigens ein Kochbuch heraus. Seit 1988 wird Deutschlands ältestes Gourmetfestival von der Kooperation Gastliches Wikingland e.V. jedes Jahr wiederholt.

## Hotelanlage und Restaurants

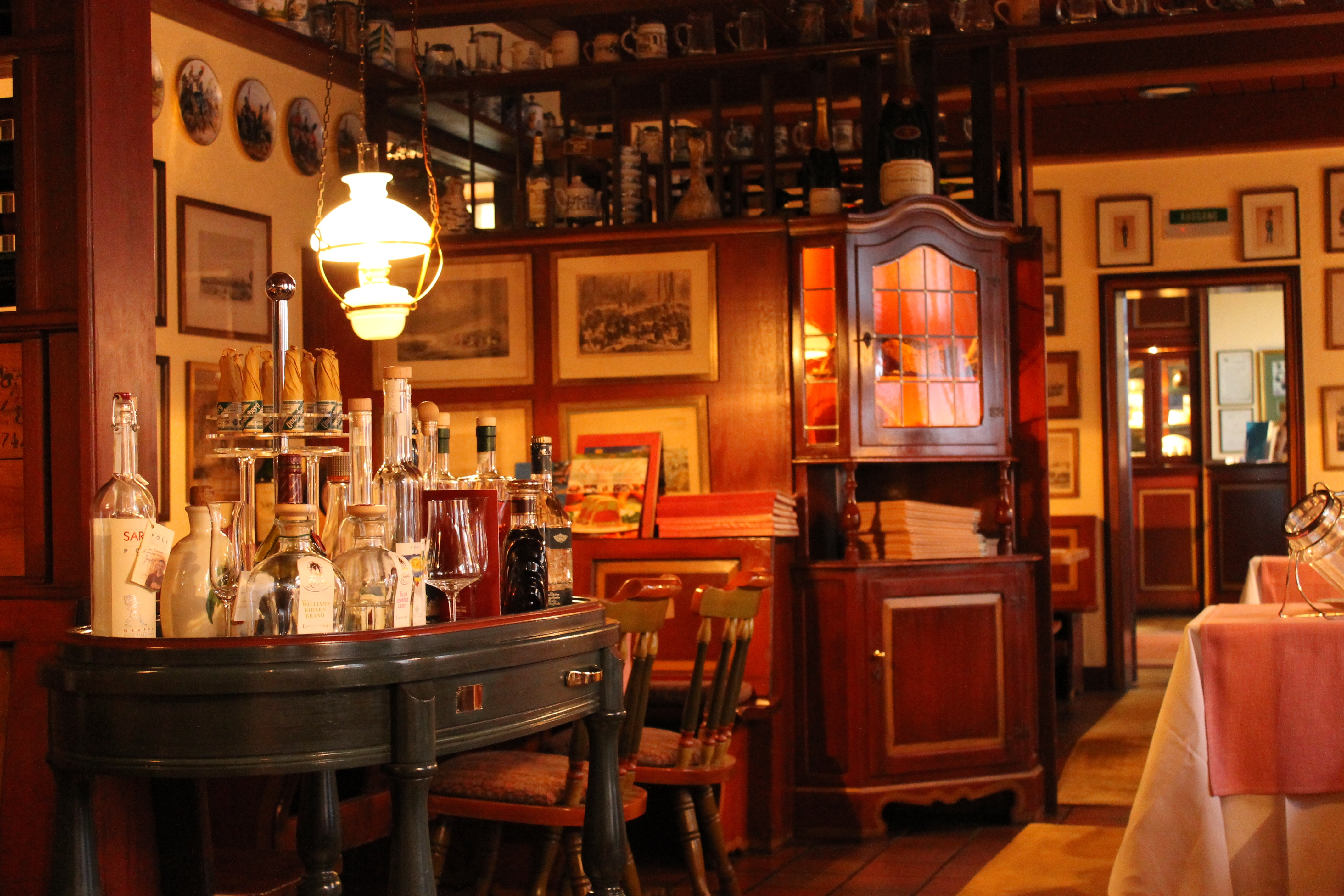
Innenansicht vom historischen Restaurantbereich

Zur Hotelanlage gehören 40 im Landhausstil eingerichtete Zimmer sowie die Krugtherme, eine 890 m² große Wellnessanlage, unter anderem bestehend aus Schwimmbad, Sauna, türkischem Hammām und einer Kneippanlage. Die beiden Restaurants, das Gourmetrestaurant Privileg sowie das ländliche Restaurant Krugwirtschaft, ausgezeichnet mit dem Bib Gourmand des Guide Michelin (Stand 2014), bieten gehobene regionale Küche. Die Krugküche, zu der typisch schleswig-holsteinische Gerichte wie Schwarzsauer und Schnüsch zählen, ist heute weniger kalorienhaltig als noch in früheren Tagen, in denen die Menschen körperlich härtere Arbeit verrichteten.
Am 30. Juli 2018 kam es erneut zu einem Feuer auf der Anlage.
Das komplette Haupthaus befand sich damals während der Löscharbeiten im Brand. Untergebracht waren dort die Küche, das Restaurant sowie der Frühstücksraum. Beim Wiederaufbau wurde auf ein Nebengebäude verzichtet. Zudem wurde kein Reet mehr verwendet. Die Wiedereröffnung verzögerte sich durch den Lockdown infolge der COVID-19-Pandemie. Am 17. Mai 2021 sollen Gastronomie und Hotel im Haupthaus wieder in Betrieb gehen.

## Auszeichnungen
- 1968 wurde der Historische Krug erstmals Kreissieger des Wettbewerbs Gastliches Haus[19] und in der Folgezeit gewann das Haus die Auszeichnung insgesamt weitere sieben Mal.[32]
- 1984 Landessieger des Wettbewerbs Gastliches Haus[21]